# Хронологија инвазије Русије на Украјину (мај 2025)
Овај чланак обухвата дешавања која су се догодила у мају 2025. године, за време инвазије Русије на Украјину.

## Хронологија

### 1. мај
Русија током ноћи лансирала 170 ударних дронова, од којих су оборена 74., 68 беспилотних летелица изгубљено је на терену без икаквих негативних последица.

### 2. мај
Руски системи противваздушне одбране уништили су 121 беспилотну летелицу  украјинских оружаних снага изнад руских региона.
Украјинске оружане снаге гранатирале су данас Енергодар, град-сателит нуклеарне електране. Украјинске снаге извеле су ударе на подручју обале реке Дњепар. Забележене су најмање три експлозије.

### 3. мај
Украјинска војска уништила је дроном  руски борбени авион Су-30 у Црном мору. Реч о првом уништењу борбеног ловца, ракетом испаљеном из беспилотне летелице, изнад мора.

### 4. мај
Руске снаге извеле масовни ваздушни напад беспилотним летелицама на Украјину. Руски напади дроновима на Кијев изазвали су разарања и пожаре у три кварта. Украјинска војска је оборила 69 дронова које је Русија лансирала током ноћи.

### 5. мај
Ратно ваздухопловство Оружаних снага Украјине успешно је погодило контролни пункт руских јединица беспилотних летелица у близини насеља Тјоткино, Курска област. Посаде беспилотних извиђачких и ударних дронова биле су базиране на овој тачки.

### 6. мај
Сва четири међународна аеродрома у Москви била су затворена на неколико сати због напада украјинских дронова на руску престоницу који се касније проширио и на друге руске градове и аеродроме. Руске ПВО снаге обориле током ноћи 105 украјинских дронова, од којих је 19 беспилотних летелица уништено у близини Москве.

### 7. мај
Прекид ватре поводом 80. годишњице Дана победе у Другом светском рату који је прогласио руски председник Владимир Путин ступио је на снагу у поноћ по московском времену. Русија, из хуманитарних разлога, проглашава прекид ватре у дане 80. годишњице Победе од поноћи између 7. и 8. маја до поноћи између 10. и 11. маја.

### 8. мај
Украјинске снаге су два пута покушале да пробију границу у руску Курску област од почетка тродневног прекида ватре који је Москва једнострано прогласила, и Москва и Кијев су се међусобно оптуживале за кршење прекида ватре.

### 9. мај
Украјинске трупе су поново покушале да пробију руску границу у Курској и Белгородској области. Украјина тврди да је Русија више пута кршила тродневно примирје, што Москва негира. Кијев није пристао на примирје, већ је уместо тога предложио да две земље усвоје прекид ватре у трајању од најмање 30 дана.

### 10. мај
Украјинске снаге су у последња 24 сата предузеле још четири покушаја да пробију границу у руску Курску и Белгородску област.

### 11. мај
Руске снаге су рано јутрос извршиле ваздушни напад на Кијев, а експлозије су одјекивале широм украјинске престонице. Руске трупе лансирале су дронове из различитих праваца, а ваздушна узбуна је проглашена у низу региона, укључујући и област Кијева.